# Рич, Валентин Исаакович
Валентин Исаакович Рич (настоящая фамилия Рабинович; род. 25 декабря 1922) — русский советский писатель-фантаст, журналист, популяризатор науки, поэт.

## Биография
Родился 25 декабря 1922 года в Риге.
Участвовал в Великой Отечественной войне.
В 1952 году окончил редакционно-издательский факультет Московского полиграфического института.
Один из основателей и руководителей журнала «Химия и жизнь», работал в редакции журнала около 30 лет.
С 1993 года живёт в Канаде.

## Литературное творчество
В 1956 году в журнале «Юность» появилась первая повесть Валентина Рича — написанное в соавторстве М. Б. Черненко документальное повествование о работе водолазов, которое в 1959 году было издано отдельной книгой.
Вскоре появилось первое научно-фантастическое произведение автора (также в соавторстве с М. Черненко) — повесть «Мушкетёры» (1963 под названием «Сошедшие с неба»; книжное издание — 1964). В повести группа советских учёных-энтузиастов ищет доказательства известной гипотезы М. Агреста о посещении инопланетянами района Ближнего Востока в отдалённом прошлом. Атмосфера романтики научного поиска позволяет вписать это произведение в контекст фантастики 1960-х рядом с повестью-сказкой для научных работников младшего возраста «Понедельник начинается в субботу» А. и Б. Стругацких.
Написанная позднее фантастика автора относится в основном к юмористической. Рассказы из условного цикла «Кассиопейские рассказы» публиковались, главным образом, в сборниках фантастики.
В. Рич — автор нескольких научно-популярных книг и большого количества научно-популярных статей, которые отличает лёгкий стиль, занимательность изложения и неподдельный интерес к описываемым достижениям науки и процессу научного поиска. Он издал также документальную книгу о жизни Д. И. Менделеева «Для жатвы народной» (1983), автобиографическую повесть о Великой Отечественной войне «Мокрый луг», (1994; отдельное издание — 2005), сборники стихов.
Вышедшая в 2006 году книга «Я — энциклопедия» представляет собой «постмодернистский вариант» мемуаров — в ней содержится оригинальная и парадоксальная информация о мире, в котором мы живём, как его видит и ощущает автор.

## Публикации
- Рич В. И., Черненко М. Б. Сотый горизонт. — М.: Воениздат, 1959. — 94 с.
- Рич В. И., Черненко М. Б. Третий полюс : Повесть о Курском железе. — М.: Детгиз, 1960. — 160 с. — 40 000 экз.
- Рич В. И., Черненко М. Б. Рассказ о великом кладе. — Белгород: Белгородское книжное издательство, 1963. — 194 с. — 15 000 экз.
- Рич В. И., Черненко М. Б. Сквозь магический кристалл : Повесть о мысли. — М.: Советская Россия, 1964. — 170 с. — 18 000 экз.
- Рич В. И, Черненко М. Б. Мушкетёры : Фантастическая повесть. — М.: Детская литература, 1964. — 176 с. — 75 000 экз.
- Рич В. И. Виток спирали. — М.: Детская литература, 1974. — 160 с. — 75 000 экз.
- Рич В. И., Черненко М. Б. Неоконченная история искусственных алмазов. — М.: Наука, 1976. — 136 с. — (Проблемы науки и технического прогресса). — 67 000 экз.
- Рич В. И. Охота за элементами. — М.: Химия, 1982. — 167 с.
- Петрянов И., Рич В. Для жатвы народной. — М.: Советская Россия, 1983. — 268 с. — 50 000 экз.
- Рич В. И. В поисках элементов. — М.: Химия, 1985. — 167 с.
- Рич В. И. Просто так : Стихи. — М.: Текст, 1993. — 63 с.
- Рич В. И. Мокрый луг : Повесть. — СПб.: ЛИК, 2005. — 130 с. — 200 экз. — ISBN 5-86038-014-3.
- Рич В. И. Любовь и все остальное : Сборник стихотворений. — Торонто: Наша Канада, 2005.
- Рич В. И. Я - Энциклопедия : от Аувюлнхл Мукхлчахщ до Ялав Чивонибар. — М.: Текст, 2006. — 1000 экз. — ISBN 5-7516-0579-9.
- Рич В. И. Капля в море. — Москва: Время, 2008. — 95 с. — (Поэтическая библиотека). — 1000 экз. — ISBN 978-5-9691-0291-X.
- Рич В. И. Приключения словес : лингвистические фантазии. — М.: Время, 2012. — ISBN 978-5-9691-0738-0.